# Tjernovets
Tjernovets (bulgariska: Черновец) är ett berg i Bulgarien.   Det ligger i regionen Pazardzjik, i den sydvästra delen av landet, 90 km sydost om huvudstaden Sofia. Toppen på Tjernovets är 1 822 meter över havet, eller 15 meter över den omgivande terrängen. Bredden vid basen är 0,12 km.
Terrängen runt Tjernovets är huvudsakligen lite bergig. Närmaste större samhälle är Velingrad, 7,7 km sydost om Tjernovets.
I omgivningarna runt Tjernovets växer i huvudsak blandskog. Runt Tjernovets är det ganska tätbefolkat, med 52 invånare per kvadratkilometer.